# Муху
Муху (ест. Muhu) треће је по величини естонско острво смештено у западном делу земље, у акваторији Балтичког мора. Припада архипелагу Западноестонских острва. Административно припада округу Сарема у оквиру ког чини истоимену општину Муху.
Острво Муху се налази источно од острва Сареме од ког га раздваја мореуз Вајке, док га од копненог дела на западу одваја пролаз Монсунд. Вода око острва током зиме заледи те се ствара ледени друмски пут са околним подручјима. Површина острва је 198 км², укупна дужина обале 108 km, а максимална надморска висина 24 метра.
Према статистичким подацима из 2010. на острву је живело 1.697 становника или 8,57 становника по квадратном километру. Најважнија насеља на острву су села Кујвасту, Лива и Когува. У селу Падасте налази се луксузни хотел. Острво је познато по бројним старим дрвеним ветрењачама у којима се и данас може млети жито.
На острву је 1750. рођен познати руски генерал Фјодор Теодор Буксгевден.